# Sơn địch Đồng Nai
Sơn dịch Đồng Nai (danh pháp hai phần Aristolochia dongnaiensis) là một loài thực vật có hoa trong họ Aristolochiaceae. Loài này được Pierre ex Lecomte miêu tả khoa học đầu tiên năm 1909.